# Karl Friedrich Franciscus von Steinmetz
Karl Friedrich Franciscus von Steinmetz (né le 26 octobre 1768 à Namslau et mort le 11 mars 1837 à Potsdam) est un lieutenant général et cartographe prussien. Il est l'oncle du maréchal Karl Friedrich von Steinmetz.

## Biographie

### Origine
Il est le fils de Johann Werner von Steinmetz (1727-1778), originaire du landgraviat de Hesse-Cassel et appartenant à la chevalerie d'Eichsfeld,, et de Maria Magdalena, née Held (1736-1796), originaire de Breslau. Ils ont quatre enfants, deux fils et deux filles. Son père combat dans l'armée prussienne pendant la guerre de Sept Ans. Après avoir été blessé à plusieurs reprises, il est transféré dans un bataillon de garnison. Lorsque la guerre de Succession de Bavière éclate, il reçoit l'autorisation de constituer un bataillon franc (de) et de le commander en tant que lieutenant-colonel. Le 17 novembre 1778, il est tué à la tête de son bataillon lors d'un combat à Komeise près de Jägerndorf. En reconnaissance de ses mérites, le roi Frédéric II en personne annonce avec regret la perte à sa veuve et lui accorde une pension. Parallèlement, il ordonne que ses deux fils soient admis et éduqués dans le corps des cadets. Un poème lui est dédié en l'honneur de son père, qui est accroché dans l'appartement de Steinmetz.

### Formation
Steinmetz est instruit à la maison par un maître de cour et entre le 30 septembre 1781, comme l'a ordonné le roi, à l'école des cadets de Berlin. La renommée de son père, la reconnaissance de ses services par le roi, , ainsi que les fréquentes demandes d'officiers supérieurs de l'ancienne armée (de) et même du futur roi Frédéric-Guillaume III pour savoir s'il est le fils du lieutenant-colonel mort à Komeise, l'incitent à suivre les traces de son père et à devenir un officier intègre. Il répond à toutes les exigences dans le domaine scientifique, mais pas dans le domaine physique, car il manque de taille. Il est donc refusé à toutes les présentations pour entrer dans l'armée. En mars 1787, Steinmetz arrive à Potsdam comme cadet dans le bataillon de grenadiers de la Garde du Roi du général von Rohdich le 15 juin de la même année, cependant, il est transféré au bataillon de fusiliers von Borcke (de) à Treuenbrietzen en raison d'un rapport de son commandant, le général von Rohdich, qui lui est avantageux. Là, il passe de cadet à sous-lieutenant sans avoir été junker auparavant.
La vie hors du service du corps des officiers dans la garnison de Treuenbrietzen, où le général von Scholten (de) a fondé en 1781 une académie et, en plus, la société des amis de la science et du bon goût, favorise ses penchants avec l'étude de la science, de la peinture et de la musique. C'est ainsi qu'il apprend parfaitement à jouer du violon. Cette vie est interrompue en 1790 par une mobilisation suivie d'une marche vers la frontière de Bohême, et en 1791 par une seconde mobilisation suivie d'une marche vers la Poméranie. C'est ici que Steinmetz fait ses premières expériences militaires en dehors de la garnison.

### Guerre de la première coalition
En mai 1794, son bataillon marche vers le Rhin dans la guerre de la première coalition, sans être impliqué dans aucun acte de guerre significatif. En retour, il a l'occasion de connaître une grande partie des États allemands. À l'hiver 1794, son unité est près de Mayence et, en plus du service militaire, il trouve encore la force de s'adonner aux arts. À Francfort, il voit La Flûte enchantée, ce qui l'inspire à apprendre à jouer de la flûte lui-même, car son violon est difficile à transporter. Avec la paix de Bâle en 1795, son bataillon appartient aux troupes de démarcation dans le duché de Westphalie et est en grande partie stationné près de Feuchtwangen à l'hiver 1795/1796.

### Arpentage du duché de Westphalie

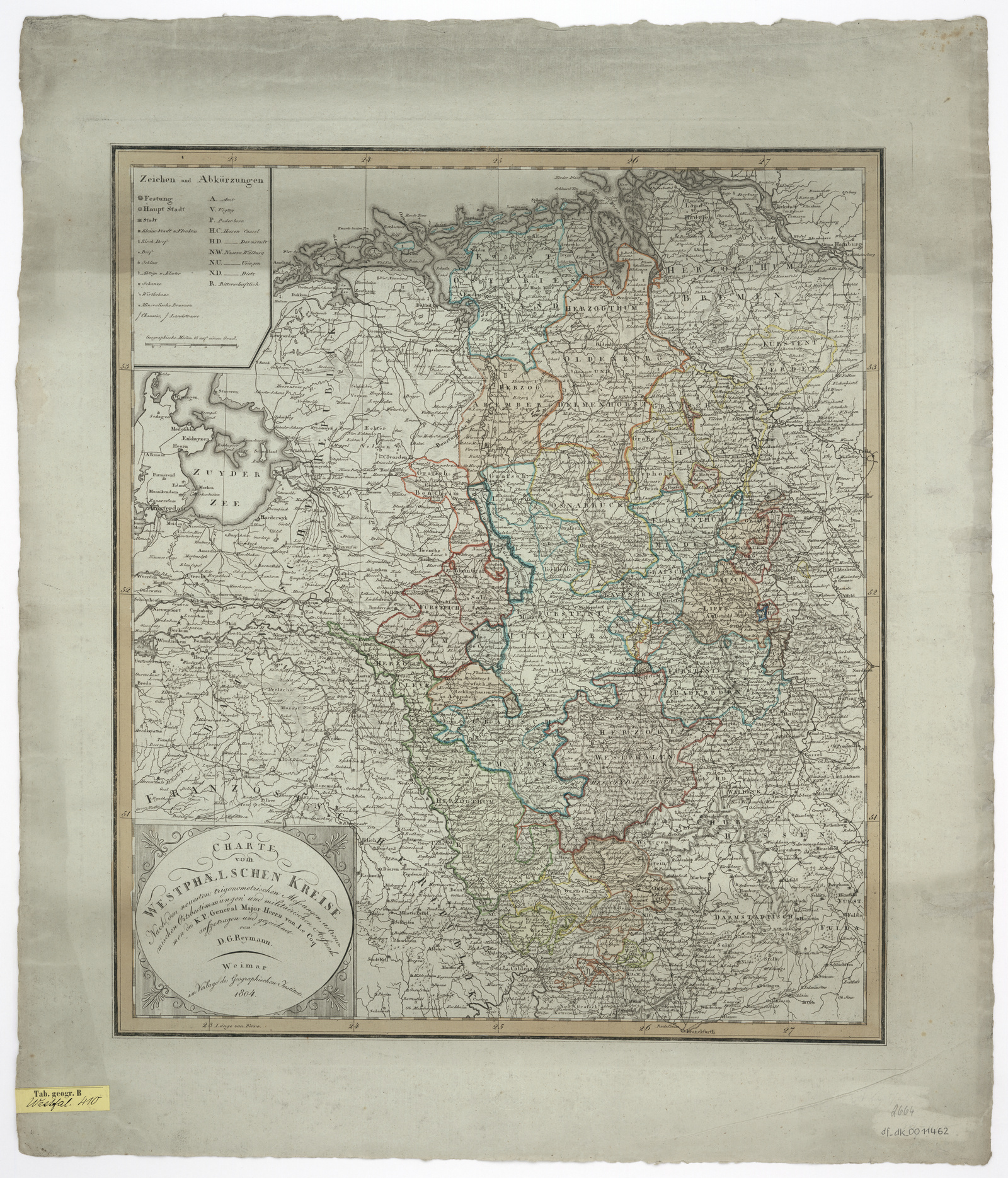
Carte du cercle de Westphalie par le général Lecoq en 1804

De 1796 à 1805, il s'occupe, avec quelques interruptions, de l'arpentage du duché de Westphalie dirigé par le général von Le Coq. C'est là qu'il peut pour la première fois mettre en pratique ses connaissances et son savoir-faire intellectuels. C'est ainsi que les relevés des comtés de Rietberg et de Steinfurt (de) ainsi que des principautés de Paderborn et de Waldeck sont son œuvre. Il passe l'hiver 1799 à Ringenberg, où il se consacre à l'écriture d'ouvrages statistiques et militaires, principalement sur la Westphalie. Ces écrits sont ensuite discutés au sein de la Société militaire, dont Steinmetz est membre. En 1800, il laisse sa famille le suivre et commence à instruire ses filles, selon le temps dont il dispose. Dans la crainte d'un débarquement britannique sur la côte de la mer du Nord, des corps de troupes sont rassemblés et c'est ainsi que Steinmetz arrive dans le Harlingerland via Lingen et Aurich. Mais il peut reprendre l'arpentage en juillet. Employé à Warburg, il est appelé à Potsdam en 1804 pour passer l'examen d'état-major. Sachant qu'avec une famille aussi nombreuse et sans fortune rejoindre l'état-major ne serait pas acceptable pour lui, il se soumet néanmoins à l'examen et le réussit.

### Guerre de la Quatrième Coalition
Lorsque l'arpentage est achevé à l'automne 1805, il est transféré à Hildesheim. Mais dès son arrivée, Steinmetz, entre-temps promu premier lieutenant, doit prendre en charge la formation d'un dépôt pour son bataillon à Magdebourg et, le 1er janvier 1806, avec le grade de capitaine, il est muté comme vice-commandant à l'état-major de l'établissement des cadets de Berlin,. Un mois plus tard, sa femme décède. Comme en octobre 1806, suite de la guerre de la Quatrième Coalition, Berlin est occupée par les troupes napoléoniennes, les cadets sont transférés à Königsberg. Steinmetz reçoit l'ordre de former le 2e bataillon de réserve poméranien à Fischhausen, avec lequel il se rend à Meme pour assurer la sécurité de la maison royale. En mars 1807, alors que le siège de Colberg est imminent en mars 1807, il doit renforcer la garnison de la forteresse avec son bataillon. Afin de permettre à ses soldats encore inexpérimentés d'acquérir de l'expérience, Steinmetz déclenche l'embarquement pour la Poméranie le 23 mars par une manœuvre.
Arrivé le 26 avril 1807 à Colberg, assiégé depuis le 14 mars, avec quatorze officiers et 540 hommes,, son bataillon est envoyé au combat le 29 avril. Il se charge de la défense d'une partie du faubourg de Lauenburg et de la digue de Cörlin. Le 17 mai, il contribue à la reconquête du Wolfsbergschanze. Après la mort de Waldenfels (de) le 15 juin, le commandant de la forteresse, le major von Gneisenau, nomme Steinmetz comme second commandant.
Après avoir repoussé avec succès le siège, il fut confirmé par ordre du cabinet comme commandant en second et décoré de l'ordre Pour le Mérite,. Le 16 août 1807, après le départ de Gneisenau pour la réorganisation de l'armée, le roi le nomme commandant de la forteresse.
Son bataillon est repris comme 1er bataillon dans le régiment de grenadiers du Corps. Après avoir été nommé commandant, il est promu major. Depuis la fin du siège, de plus en plus de conflits surgissent entre les citoyens et les militaires, comme par exemple l'hébergement des soldats dans des maisons d'habitation, et Joachim Nettelbeck (de) s'exprime lui aussi de manière critique sur certains événements, personnes et officiers. Lorsque certains officiers se sont rendus coupables de fautes, la réticence à la réconciliation des deux parties s'est accrue.
Dans la garnison, on s'adonne à l'alcool, si bien que Steinmetz est tenu pour responsable par le roi. Gneisenau écrit alors des mots durs à tous les commandants de bataillon, ce qui a un effet. Comme les journaux publient de plus en plus de rapports sur les querelles à Colberg, le roi envoie une commission à Colberg en juin 1808. Le 1er juillet, après une enquête approfondie, celle-ci se prononce en faveur des militaires et contre les citoyens. Dès lors, les relations se détendent et Steinmetz et Gneisenau sont admis comme membres de la bourgeoisie. En septembre 1808, fatigué de son poste de commandant, il demande sa mutation, qui a lieu avant la fin de l'année En juin 1810, il reçoit le commandement du régiment d'infanterie colbergeois, qui doit maintenir le blocus continental du Peenestrom à Rügenwalde.
Au début de la campagne de Russie en 1812, il se vit confier le commandement du 3e régiment d'infanterie, nouvellement constitué à partir du 2e bataillon de fusiliers du 2e régiment de grenadiers et du 1er bataillon du régiment d'infanterie colbergeois, et placé sous les ordres de la brigade du lieutenant-colonel von Horn. Le 19 mars 1812, le régiment part pour la Russie. Le régiment combat avec succès dans de nombreuses batailles dans les provinces russes de la Baltique (de). Pour cela, Steinmetz reçoit l'ordre de l'Aigle rouge de 3e classe. Le 30 décembre, le bataillon de fusiliers se sépare et se rend à Stargard via Memel, tandis que Steinmetz passe par Tilsit le 1er janvier 1813 avec les deux bataillons de mousquetaires et arrive à Stargard le 11 mars. Le régiment est à nouveau dissous le 10 mars 1813 .

### 1813
Après la convention de Tauroggen, il arrive à Berlin le 17 mars 1813 avec le corps d'armée de Yorck. De Breslau, le roi le nomme lieutenant-colonel et l'envoie à Wittemberg en tant qu'avant-garde, composée de troupes prussiennes et russes, sous les ordres du général von Kleist. Lorsque Kleist est rappelé avec son avant-garde, Steinmetz reste avec seulement deux bataillons d'infanterie, un escadron de cavalerie et une batterie d'artillerie montée. Il a reçu l'ordre d'évacuer les faubourgs. Craignant de montrer ainsi sa faiblesse à l'ennemi, il maintient la position étendue avec ses quelques troupes. Grâce aux mouvements de troupes que la cavalerie et l'artillerie doivent effectuer, il fait croire à l'ennemi que les troupes sont beaucoup plus nombreuses. Il peut ainsi tenir Wittemberg pendant trois jours, jusqu'à sa relève, contre un ennemi supérieur en nombre.
Le 28 avril, il combat à la bataille d'Halle (de), où Kleist le nomme commandant de la ville et le 2 avril, et le 2 mai à la bataille de Lützen, où il remplit l'espace entre le village de Rhana et la cavalerie et s'affirme contre les Français. Lors de la retraite des alliés, bien qu'il ne soit encore que lieutenant-colonel, il commande la 1re brigade du corps du général Yorks (Steinmetz dirige la brigade en remplacement du général Hünerbein blessé) lors de la bataille de Gersdorf (de). Cela aurait dû être la tâche d'un général, mais Steinmetz a réussi à tenir tête aux Français. Le général Miloradovitch, menacé sur son flanc droit, le soutient avec des troupes russes à temps avant une défaite imminente. Cela permet à sa brigade et aux troupes russes de poursuivre seules les Français. La brigade s'engage ensuite dans la  bataille de Bautzen.Elle y subit de lourdes pertes.
Lors de la retraite vers la Silésie, sa brigade participe également à la bataille de Siergersdorf. Après l'armistice, il participe à la bataille de Jühnsdorf. Il dirige ensuite la formation du 2e régiment à pied de la Garde et est nommé colonel et chef de brigade de la 1re brigade de grenadiers du corps d'York. Il a maintenant sous ses ordres quatre bataillons de grenadiers, huit bataillons de landwehr, un régiment de cavalerie et une batterie d'artillerie. Il reçoit également la croix de fer de 2e classe et l'ordre de Saint-Vladimir de 3e classe. Steinmetz joue également un rôle décisif dans la victoire de la bataille de la Katzbach. Alors que le corps russe de Langeron  se trouve dans un mouvement de recul, il propose de s'opposer au courant et d'inciter les troupes de Langeron à s'arrêter. Il y parvient après avoir traversé, avec deux bataillons, les eaux gonflées de la Neisse en furie. Lors de la bataille de Wartenburg, il a pour tâche de mener la première attaque avec sa brigade, mais celle-ci échoue. La brigade reste ainsi sept heures sous le feu et a 992 morts et blessés.
Lors de la bataille de Leipzig, le 16 octobre 1813, sa brigade a été jetée dans la mêlée en tant que réserve juste avant la fin des combats de cette journée à Möckern, mais il n'a pas non plus réussi à s'emparer complètement de la place. Il est si gravement blessé par une balle dans l'articulation du bras gauche qu'il doît quitter le champ de bataille et se rendre à Halle puis à Berlin pour se rétablir. En décembre 1813, Steinmetz est nommé général et se voit confier la mission d'achever la mise en place de la Landwehr entre la Weser et le Rhin, avec un effectif de 20 bataillons et 10 escadrons.

### 1815
Après la première traité de Paris en 1814, Steinmetz est nommé commandant de la citadelle de Wesel, tout en conservant son commandement de brigade, et lorsqu'une nouvelle guerre contre la France est imminente, il reçoit la 1re brigade du 1er corps du général von Zieten. Il a été engagé au combat avec cette brigade la veille de la bataille de Ligny. Lors de la bataille de Waterloo, il réussit avec sa brigade à s'emparer du village d'Issy les 2 et 3 juillet 1815 ,. Pour ses réalisations dans cette campagne, il reçoit la croix de fer de 1re classe, les feuilles de chêne de l'ordre Pour le Mérite et à Wesel l'ordre de Sainte-Anne de 1re classe et l'ordre de Saint-Georges de 3e classe.

### Retraite
Après la deuxième traité de Paris en 1815, il est en garnison à Trèves en tant que chef de brigade mais en raison d'une maladie d'estomac, il demande au roi son départ de l'armée. Celui-ci lui est accordé le 16 mars 1817 en tant que lieutenant-général avec une pension de 1000 thalers
En guise de pension, il reçoit les revenus du domaine de Schönwalde près de Silberberg, dont il prend en charge l'exploitation et qu'il achète en 1818. Dès 1821, Steinmetz revend la propriété et s'installe dans une villa à Potsdam où il meurt en 1837.

### Famille
Steinmetz s'est marié le 17 février 1793 avec Madeleine Dorothée Vigny La Rosière (1776-1806). Elle est la fille du général de division comte d'Heinze (de) (mort en 1810). Les enfants suivants sont nés de ce mariage :
- Emilie Juliane Albertine (née en 1793)
- Caroline (née en 1796)
- Wilhelmine Julie Elisabeth Margarete (1801-1863) mariée avec Karl Friedrich von Steinmetz (1796–1877)
- Emma (1803-1855) mariée en 1842 avec Albrecht von Sydow (1799-1861)
- Wilhelmine Franziska (1804-1806)
- Antoinette Wilhelmine (née et morte en 1806)